# Düsternort
Düsternort ist ein Stadtteil der kreisfreien Stadt Delmenhorst im Oldenburger Land in Niedersachsen. 2010 hatte der Ort 7.632 Einwohner.

## Geografie und Verkehr

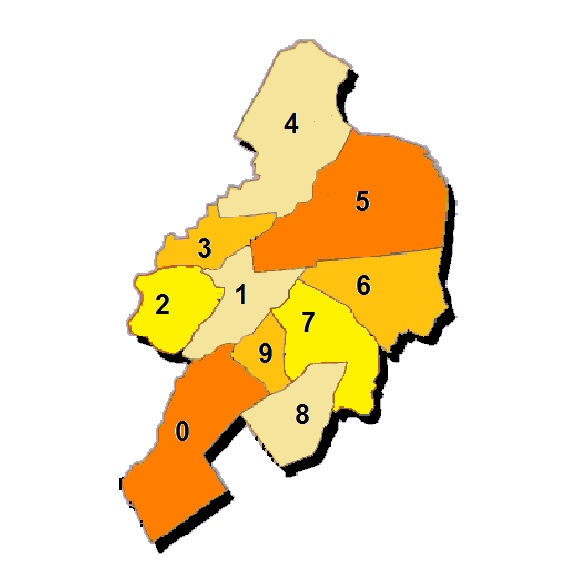
Stadtteile Delmenhorsts; 9 = Düsternort

Der Stadtteil, durch den die A 28 in West-Ost-Richtung verläuft, erstreckt sich im südlichen Teil des Stadtgebietes. Am westlichen Rand verläuft die Landesstraße L 776.
Die Delbus-Linien 201, 202, 204, 205, 212, 229 und 238 durchfahren den Stadtteil.

## Infrastruktur
- Kindertagesstätten: Heilpädagogische Tagesstätte Rappelkiste, Süd (Südstraße 11) und Zu den Zwölf Aposteln
- Grundschulen: Astrid-Lindgren-Schule, Am Grünen Kamp, Knister-Grundschule – Standort Adelheide sowie katholisch Marienschule und Overbergschule
- Kirche Zu den Zwölf Aposteln von 1954
- Nachbarschaftsbüro Elbinger Straße 8